# Aiways

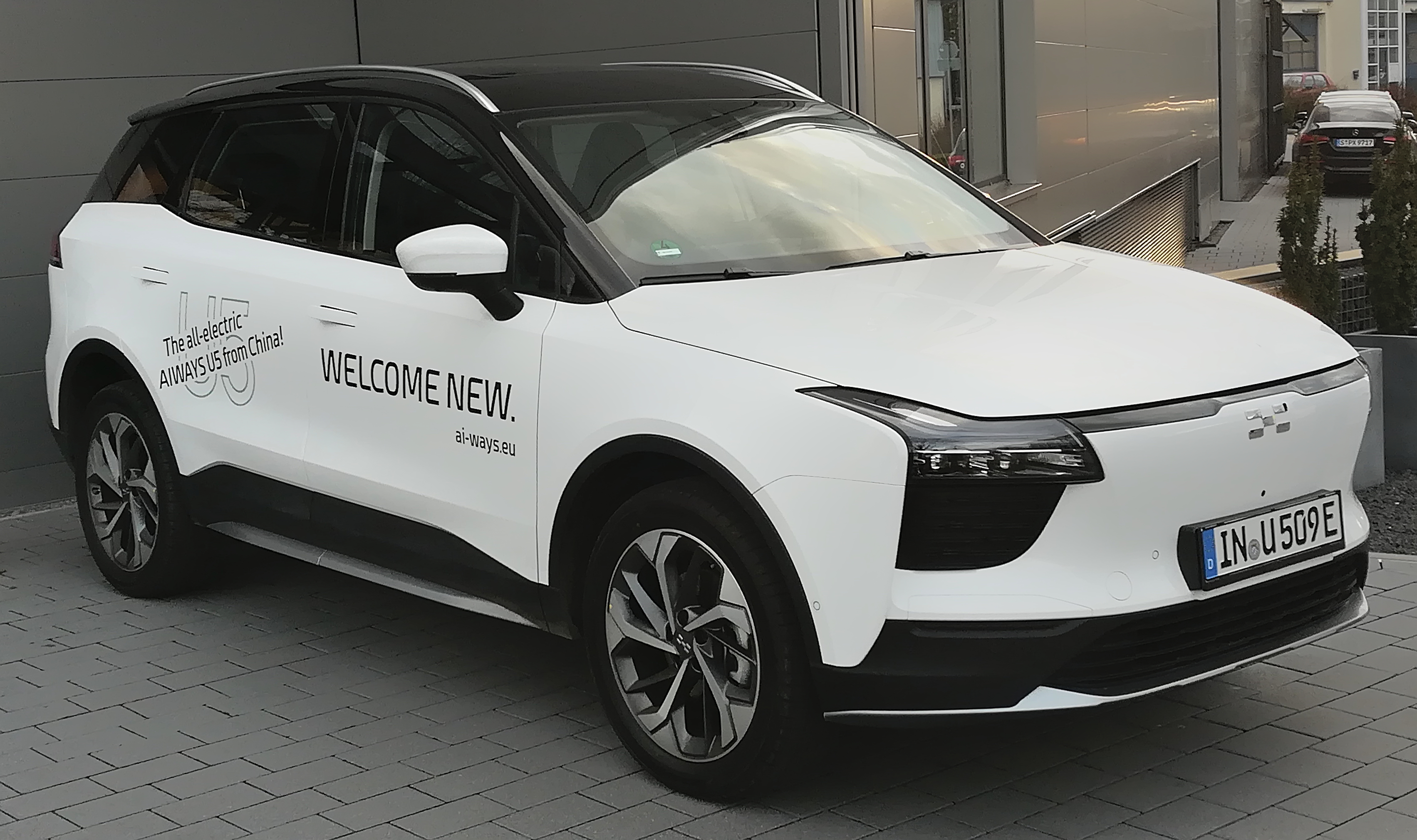
Aiways U5

Aiways Automobiles Company Ltd är en kinesisk biltillverkare, helt inriktad på elbilar.
Företaget grundades 2017 av Fu Qiang och Gu Feng. Den första bilmodellen, U5, presenterades på bilsalongen i Geneve 2019.
Företagets huvudkontor ligger i Shanghai och bilarna tillverkas i Shangrao. Aiways tillverkar även batterier i Changshu. Företagets europeiska huvudkontor ligger i München, där de även har ett center för forskning och utveckling.
Aiways började säljas på den svenska marknaden 2021. Bilarna importeras till Sverige av det danska företaget Andersen Motors A/S.
I december 2022 vann Aiways ett kontrakt för leverans av upp till 150 000 elbilar från den thailändska e-mobilitetsleverantören Phoenix EV.(p58)
I mitten av 2023 kollapsade företagets finansiella situation, vilket ledde till att anställdas löner ställdes in och produktionsstopp. Sedan, i augusti 2023, lämnade företagets nuvarande VD och ersattes av en ny chef som beslutade att omstrukturera. Han bestämde sig för att intensifiera sin verksamhet på utländska marknader och drog tillbaka Aiways från den inhemska, för svår kinesisk marknad och förbereder sig för att återuppbygga sina planer för den europeiska marknaden. I början av 2024 var Aiways på randen av konkurs, från vilken Aiways skyddades från kinesiska statliga myndigheter i mars 2024 och tillsammans med Haima och Zhidou tillhandahållit stabil finansiering för återupptagandet av fullskalig verksamhet.

## Bilmodeller
- Aiways U5
- Aiways U6